# De jackpot
De jackpot is een Nederlandse comedyfilm uit 2024 geregisseerd door Stephan Miras.

## Verhaal
Vlak na de geboorte van hun zoon Gino winnen Rico en Samantha de jackpot van 100 miljoen euro. Twaalf jaar later leven ze een luxe leventje. Tot op een dag het geld op is. Als Samantha dan zwanger blijkt te zijn en geen stress mag ervaren besluit Rico het geldprobleem geheim te houden. Samen met buurman en financieel adviseur Maurice probeert hij ondertussen een oplossing te vinden. Als Maurice Samantha informeert over de geldproblemen, vertrekt Samantha met Gino naar haar moeder. Rico moet alles op alles te zetten om zijn huwelijk te redden.

## Rolverdeling
| Acteur                 | Personage                    | Opmerking         |
| ---------------------- | ---------------------------- | ----------------- |
| Sinan Eroglu           | Rico                         |                   |
| Nicolette van Dam      | Samantha                     | vrouw van Rico    |
| Egbert-Jan Weeber      | Maurice Stofmeel             | buurman           |
| Aïden Maij             | Gino                         | zoon van Rico     |
| Anouk Maas             | Debbie                       | vrouw van Maurice |
| Pierre Bokma           | Robert                       |                   |
| Arjan Ederveen         | Veilingmeester               |                   |
| Tim Haars              | Tony                         |                   |
| Leafs                  | Jeffrey                      |                   |
| Nesim El Ahmadi        | Tarik                        |                   |
| Mert Ugurdiken         | Straatjongen                 |                   |
| Lonneke Bakker         | Lilian                       |                   |
| Donny Singh            | Arts                         |                   |
| Horace Cohen           | Kaviaar Butler               |                   |
| Maisam Benali          | Sportschool medewerkster     |                   |
| Ken Sushi              | Sushi Chef Ken               |                   |
| Emma Deckers           | Rico fan                     |                   |
| Toprak Yalçiner        | Schoonheidsspecialiste       |                   |
| Conny Wilhelmus        | Kapster                      |                   |
| Famke Louise           | Veiling bitch                |                   |
| Ryan Babel             | Self                         |                   |
| Uriah Arnhem           | Denzel                       |                   |
| Jay-Jay Boske          | Kale bediende                |                   |
| Furkan Ates            | Hassan (as Izzle)            |                   |
| Ruud Smulders          | Sjamaan Fred                 |                   |
| Joel Beukers           | Self                         |                   |
| Eke Bosman             | Self (as Snackspert)         |                   |
| Denzel Slager          | Motivatie coach              |                   |
| Andy van der Meijde    | Self                         |                   |
| Tyjani Beztati         | Self                         |                   |
| Ricardo Fadelistics    | Biker                        |                   |
| Louise Zwake           | Huishoudster                 |                   |
| Tyreece Jordan Pijlman | Basketballer                 |                   |
| Charlotte Kloosterman  | Vriendin straatjongen (stem) |                   |
| Barbara Gozens         | Moeder Samantha              |                   |
| Fred                   | Alpa Cino                    |                   |
| Coco                   | Party Geit                   |                   |

## Release
De jackpot ging op 9 december in première in het AFAS-theater in Leusden en is vanaf 19 december te zien in de Nederlandse bioscopen.